# Ovide und seine Bande
Ovide und seine Bande (Originaltitel: La Bande à Ovide) ist eine belgisch-kanadische Zeichentrickserie, die zwischen 1987 und 1989 produziert wurde.

## Handlung
Auf einer verzauberten Koralleninsel irgendwo im Ozean leben Bandenchef Ovide und seine Freunde Polo, Waouha und Ventribus. Sie durchqueren die verschiedensten Orte der Insel und erleben dabei viele Abenteuer. Dabei kommen ihnen öfter die Pytonschlange Py und ihr Gehilfe Zozo in die Quere.

## Produktion und Veröffentlichung
Die Serie wurde zwischen 1987 und 1989 von Kid Cartoons, CinéGroupe, RTL, Société Radio-Canada, Téléfilm Canada und Société Générale du Cinéma du Québec in belgisch-kanadischer Kooperation produziert. Die deutsche Erstausstrahlung fand am 13. Februar 1995 auf RTL II statt. Weitere Ausstrahlungen im deutschsprachigen Raum folgten im Kinderkanal und toggolino von Super RTL.

## Episodenliste
| Folge | deutscher Titel                      |
| 1     | Der Hühnerdiebstahl                  |
| 2     | Der einsame Seefahrer                |
| 3     | Das Gespenst der Galeone             |
| 4     | Der Prophet                          |
| 5     | Die Riesenkrake                      |
| 6     | Der Schatz der Aspeken               |
| 7     | Olympische Spiele auf dem Atoll      |
| 8     | Py als Zauberer                      |
| 9     | Der Aal mit den Feueraugen           |
| 10    | Der Hexenkuchen                      |
| 11    | Goldene Eier                         |
| 12    | Alles in den Fäusten, nichts im Kopf |
| 13    | Ein seltsamer Geist                  |
| 14    | Krieg um die Insel                   |
| 15    | Der Staudamm                         |
| 16    | Das Dorffest                         |
| 17    | Der Riesensaurier                    |
| 18    | Atollamazone                         |
| 19    | Ein schlechter Scherz                |
| 20    | Der Vampir                           |
| 21    | Das Lied der Sirenen                 |
| 22    | Der Nasenaffe                        |
| 23    | Der Wundertee                        |
| 24    | Die große Kälte                      |
| 25    | Das Hühnergespann                    |
| 26    | Die Weinpest                         |
| 27    | Die Verschwörung                     |
| 28    | Das Trüffelschwein                   |
| 29    | Die unheimliche Pflanze              |
| 30    | Die Geiselnahme                      |
| 31    | Valentinsfieber                      |
| 32    | Der wild gewordene Staubsauger       |
| 33    | Freunde fürs Leben                   |
| 34    | Meister der Kochkunst                |
| 35    | Das Labyrinth                        |
| 36    | Im Stehen schlafen                   |
| 37    | Der gejagte Jäger                    |
| 38    | Gefahr aus dem Meer                  |
| 39    | Der gefährliche Fön                  |
| 40    | Der Sumpf                            |
| 41    | Die Statue                           |
| 42    | Das schwarze Gold                    |
| 43    | Geist, wo bist du?                   |
| 44    | Der Meister des Spiels               |
| 45    | Der Glückstrank                      |
| 46    | Der Außerirdische                    |
| 47    | Doppel Py                            |
| 48    | Madame Trugbild                      |
| 49    | Die gefälschte Kassette              |
| 50    | Akupunktur                           |
| 51    | Der Cousin aus Ägypten               |
| 52    | Der Swimmingpool                     |
| 53    | Der Kendokämpfer                     |
| 54    | Reicher Schlaf                       |
| 55    | Huhn in Salbei                       |
| 56    | Zozo als Babysitter                  |
| 57    | Die ferngesteuerte Badewanne         |
| 58    | Das Kommando                         |
| 59    | Freitag, der 13.                     |
| 60    | Der Steuerkontrolleur                |
| 61    | Verkehrte Welt                       |
| 62    | Der Gedächtnisverlust                |
| 63    | Rückkehr in die Kindheit             |
| 64    | Der magische Kreis                   |
| 65    | Die große Herausforderung            |